# Oribatula concolor
Oribatula concolor är en kvalsterart som först beskrevs av Banks 1895.  Oribatula concolor ingår i släktet Oribatula och familjen Oribatulidae. Inga underarter finns listade i Catalogue of Life.